# Le-Fougueux-Klasse
Die Le-Fougueux-Klasse (frz. fougueux: „aufbrausend“, „heißblütig“) war eine Klasse von Küsten-Geleitschiffen (Escorteur côtier) bzw. U-Jagd-Booten, die in Frankreich Mitte der 1950er-Jahre gebaut und von den Vereinigten Staaten finanziert wurde. Es handelte sich dabei in großen Teilen um einen Nachbau der amerikanischen 173-foot Subchaser aus dem Zweiten Weltkrieg. Von den neun gebauten Schiffen wurden drei von der französischen Marine eingesetzt, die restlichen Einheiten gingen an verschiedene verbündete Staaten. Die Schiffe blieben bis in die 1970er-, in Ausnahmefällen bis Ende der 1980er-Jahre, im Einsatz.
Wie auch die zeitgleich entstandene italienische Albatros-Klasse, die niederländische Balder-Klasse und die portugiesische Brava-Klasse wurde die Le-Fougueux-Klasse durch amerikanische Offshore-Finanzmittel im Rahmen des Military Defense Assistance Pact bezahlt; die Fertigung in den jeweiligen Ländern statt Export aus den USA diente der Förderung der lokalen Rüstungsindustrie. Die gebauten Einheiten befanden sich formal im Besitz der Vereinigten Staaten und erhielten die US-Schiffskennungen PC-1610 bis PC-1618 (weshalb man auch von der PC-1610-Klasse spricht), ohne jedoch jemals von der US Navy eingesetzt worden zu sein.
| Name                                           | US-Kennung | Bauwerft                     | Nutzer                              | Ausmusterung            |
| ---------------------------------------------- | ---------- | ---------------------------- | ----------------------------------- | ----------------------- |
| Le Fougueux (P641)                             | PC-1610    | Dubigeon, Nantes             | Frankreich                          | 1975, 1978 verkauft     |
| L'Opiniâtre (P642)                             | PC-1611    | F. C. Méditerranée, La Seyne | Frankreich                          | 1975, 1977/78 verkauft  |
| L'Agile (P643)                                 | PC-1612    | C. A. Provence, Port-de-Bouc | Frankreich                          | 1976, 1979 verschrottet |
| Funchal, später Maio (P587)                    | PC-1613    | Dubigeon, Nantes             | Portugal                            | 1975                    |
| Porto Santo (P588)                             | PC-1614    | Normand, Le Havre            | Portugal                            | 1974                    |
| Udarnik (PBR-51 oder PBR-581)                  | PC-1615    | F. C. Méditerranée, Graville | Jugoslawien                         | 1984, 1988 versenkt     |
| Zerai Deres (bzw. Belay Deress) Vedetta (F597) | PC-1616    | Dubigeon, Brest              | Äthiopien Italien                   | 1959 1977               |
| Sao Nicolau (P589)                             | PC-1617    | Normand, Le Havre            | Portugal                            | 1975                    |
| UW 12, später W 51 Sakiet Sidi Youssef (P303)  | PC-1618    | Dubigeon                     | Bundesrepublik Deutschland Tunesien | 1969 1988               |

Die französische Marine setzte die Baureihe mit der L’Adroit-Klasse (weitere 11 Einheiten) fort. Diese Klasse war nahezu baugleich zur Le-Fougueux-Klasse, wurde aber ohne (direkte) US-Finanzierung gebaut und ausschließlich von Frankreich eingesetzt.
Ursprünglich war PC-1616 für die westdeutsche Bundesmarine bestimmt, gelangte jedoch über Bremerhaven für einige Jahre nach Äthiopien und schließlich nach Italien. Die deutsche Marine erhielt stattdessen ein anderes Boot (PC-1618, Baunummer P-7), das zuerst als Schulboot für die Marineunterwasserwaffenschule (Kennung UW 12) diente. Später wurde es als Wachboot W 51 zum Testen der Flugabwehrrakete GWS-20 Sea Cat eingesetzt, bevor es nach Tunesien verkauft wurde.
Das zweite französische Boot, L'Opiniâtre, wurde nach der Ausmusterung an Privatpersonen in den Niederlanden verkauft und als Yacht eingesetzt; mit dieser wurden dann Drogen aus dem Libanon geschmuggelt.
Das Typschiff der Klasse, Le Fougueux wurde Ende der 1950er-Jahre im Algerienkrieg eingesetzt. Es gelangte nach der Ausmusterung an die niederländischen Pfadfinder. Seit 2001 liegt das (immer noch schwimmfähige) Schiff in Hendrik-Ido-Ambacht und wird restauriert. Es handelt sich um das letzte verbliebene Schiff der Klasse und vermutlich um den letzten existierenden 173-foot Subchaser (von etwa 350 gebauten) überhaupt.